# Onciale 0276
- Papyrus
- Onciale
- Minuscules
- Lectionnaire

Le Codex 0276 (dans la numérotation Gregory-Aland), est un manuscrit du Nouveau Testament sur parchemin écrit en écriture grecque et copte onciale.

## Description
Le codex se compose d'un folio. Il est écrit en deux colonnes par page, 20 lignes par colonne. Les dimensions du manuscrit sont 16 x 13,5 cm,. Les paléographes datent ce manuscrit du VIIIe siècle.
C'est un manuscrit contenant deux courts extraits de l'Évangile selon Marc (14,65-67.68-71; 14,72-15,2.4-7).
Le texte du codex représenté est de type alexandrin. Kurt Aland ne l'a pas placé dans aucune Catégorie.
Lieu de conservation
Il est conservé au Musée du Louvre (10039b) à Paris,.